# Pato-de-rabo-alçado-americano

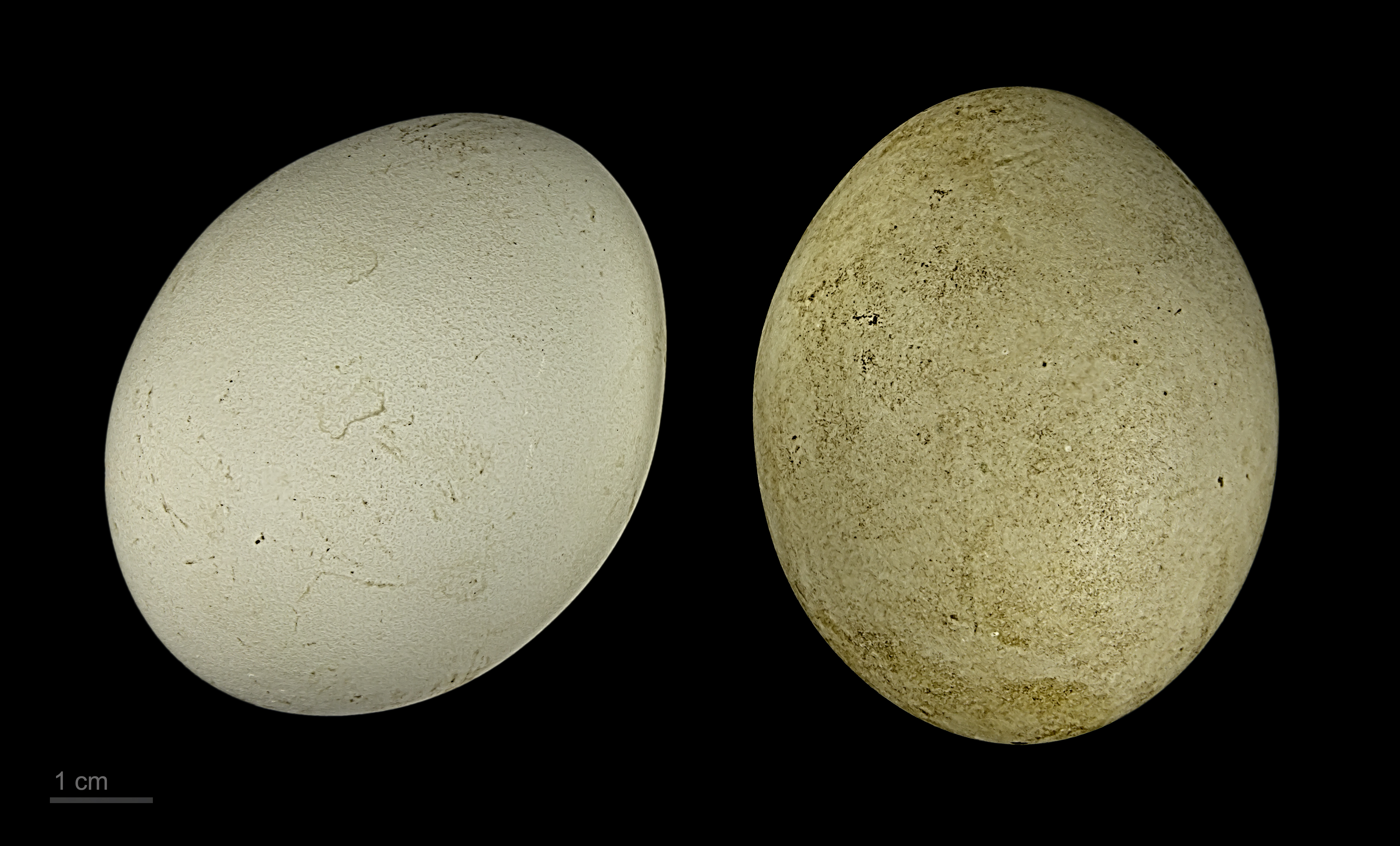
Oxyura jamaicensis - MHNT

Pato-de-rabo-alçado-americano, pato-rabo-alçado-americano ou marreca-ruiva (Oxyura jamaicensis) é uma ave anseriforme de origem americana. O macho é castanho arruivado com as faces brancas, o bico azul e mantém frequentemente a cauda levantada. A fêmea é mais acastanhada. Só pode confundir-se com o pato-de-rabo-alçado.
Este pato foi introduzido na Europa, contando actualmente com populações selvagens no Reino Unido (cerca de 500 casais) e na Irlanda (algumas dezenas de casais). Já tem sido observado no sul de Espanha, onde têm sido registados casos de hibridação com o raro pato-de-rabo-alçado, o que constitui uma ameaça às populações desta última espécie.